# Rhabdochaeta ampla
Rhabdochaeta ampla es una especie de insecto del género Rhabdochaeta de la familia Tephritidae del orden Diptera.

## Historia
Hardy la describió científicamente por primera vez en el año 1973.